# Gonophora coomani
Gonophora coomani es una especie de insecto coleóptero de la familia Chrysomelidae. Fue descrita en 1930 por Pic.